# Bovidae
Los bóvidos (Bovidae) son una familia de mamíferos artiodáctilos que incluye los antílopes, las cabras, las ovejas y los toros, así como otros animales semejantes. Todos ellos tienen como característica en común una alimentación estrictamente herbívora. En muchas especies de bóvidos, pero no todas, tanto las hembras como los machos presentan unas protuberancias óseas (cuernos) sobre sus cabezas. A diferencia de las astas de los ciervos, los cuernos de los bóvidos son permanentes y sin ramificaciones. En general, estas especies se desarrollan bien en climas moderados y tropicales.
Los bóvidos más grandes pueden llegar a pesar cerca de una tonelada y poseer una altura de dos metros desde sus pezuñas hasta la cruz (bueyes, búfalos, bisontes); por otra parte, los más pequeños pueden llegar a pesar solo tres kilos y no ser más grandes que un gato doméstico (dicdics). Algunos de ellos son ejemplares musculosos (como el toro), y otros pueden ser ágiles con piernas largas (como las gacelas). La mayoría de los miembros de esta familia se congregan en grupos grandes con estructuras sociales muy complejas, pero existen casos en los que su comportamiento no es gregario. Los bóvidos cubren un extenso rango de climas y hábitats diferentes; pueden vivir en desiertos, tundra y en bosques tropicales.
Todos ellos son rumiantes, y tienen además una característica en común: su estómago policompartimentado. En la etapa adulta tienen cuatro compartimentos gástricos o estómagos, y se dividen funcionalmente en retículo, omaso, abomaso y rumen. Las diferentes funciones de cada compartimento abarcan todo el proceso de digestión de los vegetales ingeridos, pudiendo  ser forraje (pasto) o productos agrícolas (paja, heno, alfalfa, etc.) en el caso de que sean animales domésticos. En las etapas infantiles, los bóvidos solamente tienen desarrollado el abomaso y se alimentan únicamente de leche materna; en este momento no se los considera rumiantes. Aproximadamente a los tres meses de edad, según la especie, ya suelen tener en funcionamiento sus cuatro estómagos.
La mayoría de los bóvidos son diurnos. La actividad social y la alimentación suelen alcanzar su punto máximo durante el amanecer y el atardecer. Los bóvidos suelen descansar antes del amanecer, durante el mediodía y al anochecer. Tienen varios métodos de organización social y comportamiento social, que se clasifican en comportamiento solitario y gregario. Los bóvidos utilizan diferentes formas de comunicación vocal, olfativa y tangible. La mayoría de las especies se alimentan y rumian alternativamente a lo largo del día. Mientras que los bóvidos pequeños forrajean en hábitats densos y cerrados, las especies más grandes se alimentan de vegetación con alto contenido en fibra en praderas abiertas. La mayoría de los bóvidos son poligínicos. Los bóvidos maduros se aparean al menos una vez al año y las especies más pequeñas pueden aparearse incluso dos veces. En algunas especies, los bóvidos neonatos permanecen ocultos de una semana a dos meses, amamantados regularmente por sus madres; en otras especies, los neonatos son seguidores, acompañando a sus madres, en lugar de tender a permanecer ocultos.

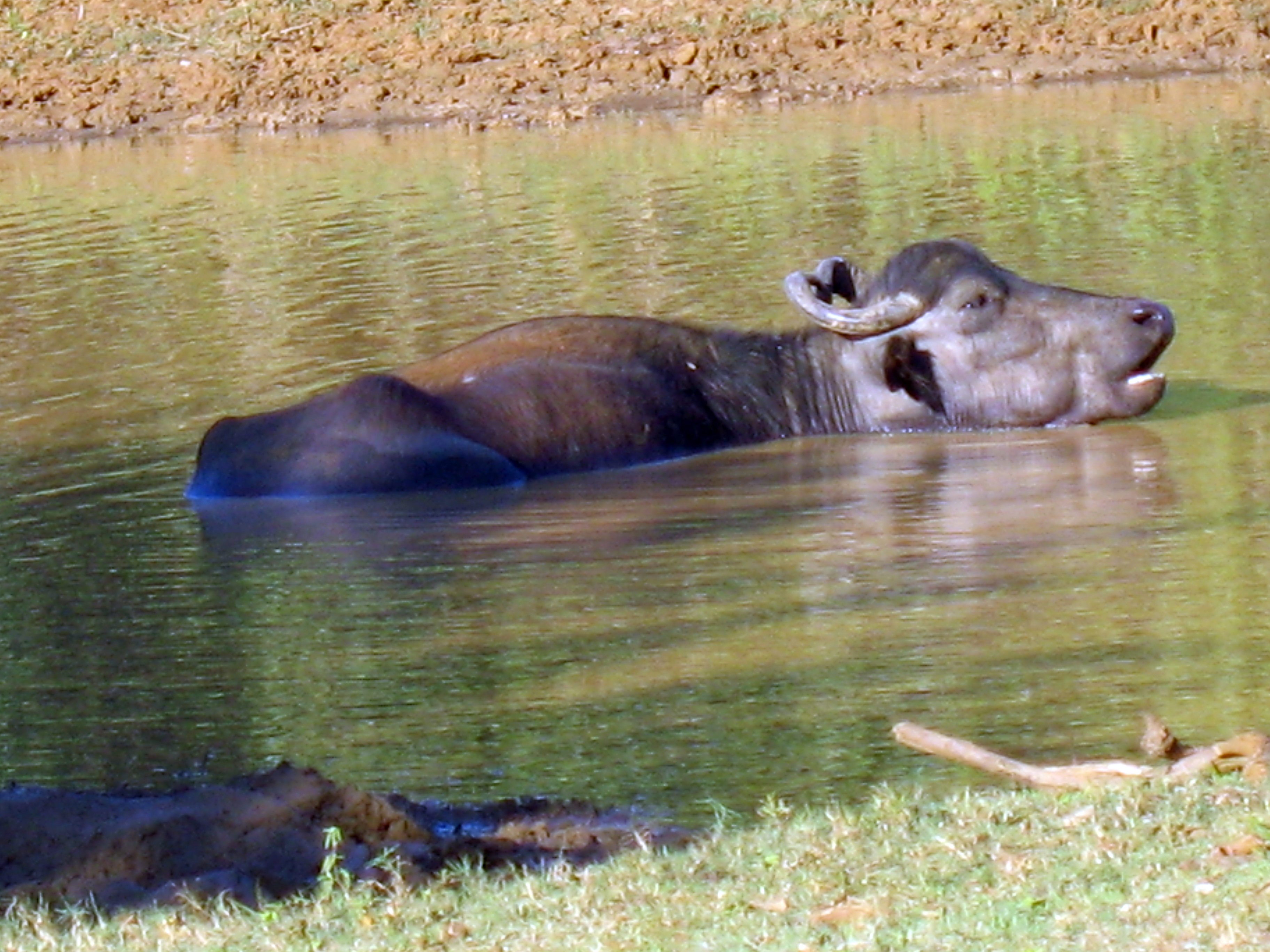
Búfalo indio (Bubalus bubalis)

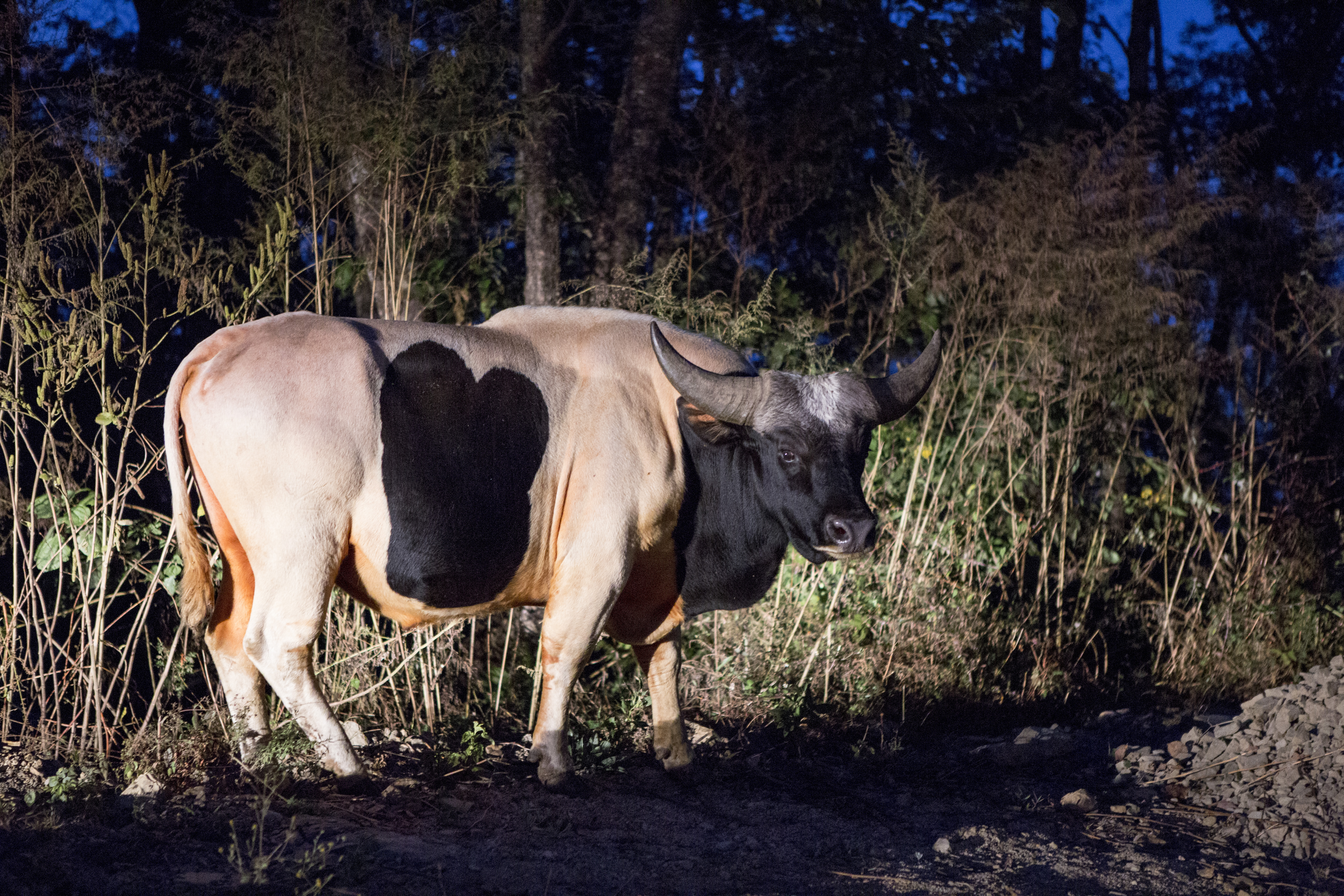
Gayal (Bos frontalis)

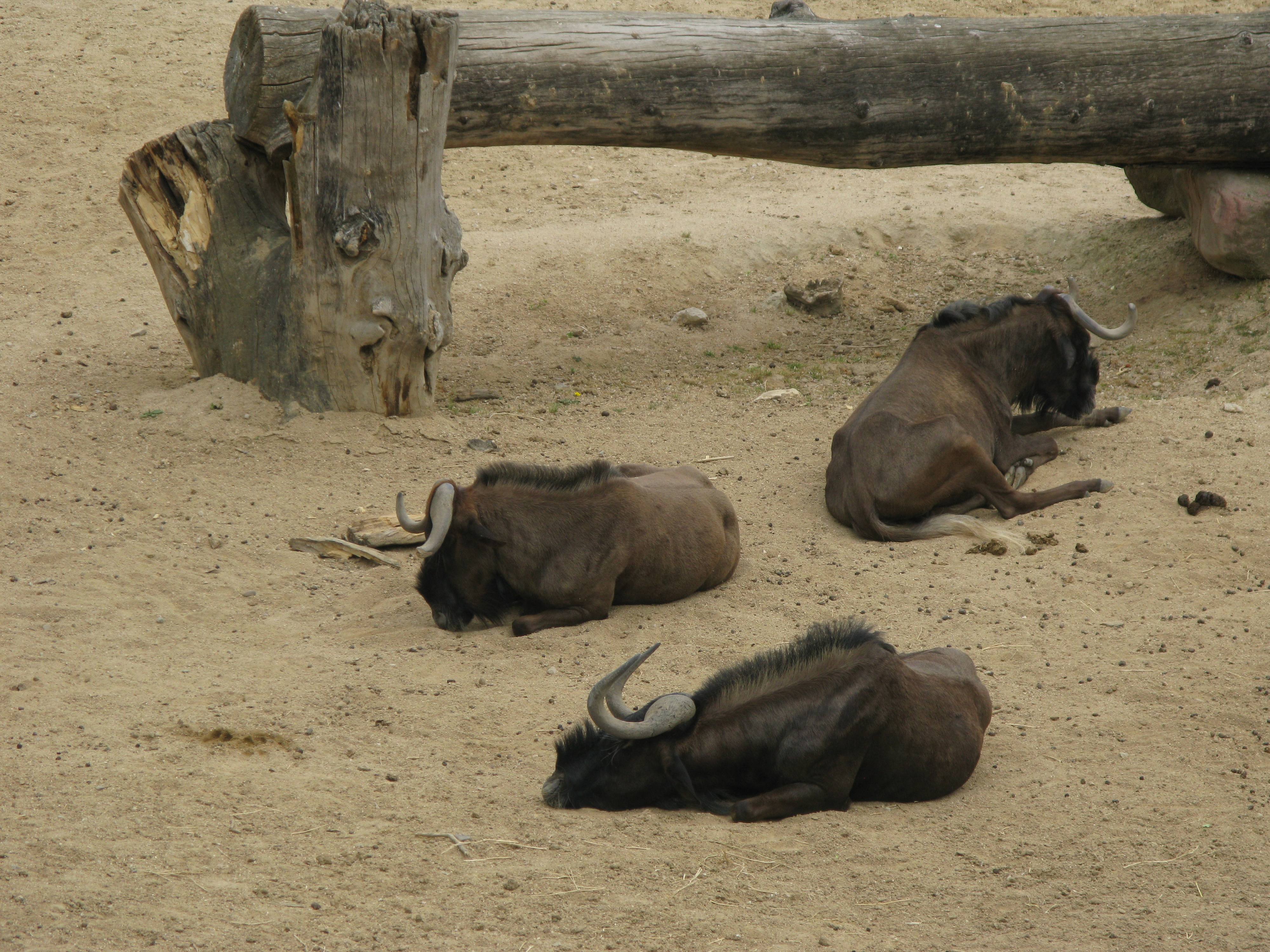
Ñúes de cola blanca (C. gnou) en el Zoo de Madrid, España.

## Clasificación
Según Mammal Species of the World, la familia Bovidae está integrada por las siguientes subfamilias:
- Familia Bovidae
  - Subfamilia Aepycerotinae
  - Subfamilia Alcelaphinae
  - Subfamilia Antilopinae
  - Subfamilia Bovinae
  - Subfamilia Caprinae
  - Subfamilia Cephalophinae
  - Subfamilia Hippotraginae
  - Subfamilia Reduncinae

### Cladograma
Un posible cladograma de los bóvidos se representa a continuación:[cita requerida]
|  | Gacelas y antílopes enanos (Antilopinae) |
|  |                                          |

|  | Duíquers (Cephalophinae)                                                               |
|  |                                                                                        |
|  | \| \| Alcefálidos (Alcelaphinae) \| \| \| \| \| \| Impalas (Aepycerotinae) \| \| \| \| |
|  |                                                                                        |
|  | Alcefálidos (Alcelaphinae)                                                             |
|  |                                                                                        |
|  | Impalas (Aepycerotinae)                                                                |
|  |                                                                                        |

|  | Alcefálidos (Alcelaphinae) |
|  |                            |
|  | Impalas (Aepycerotinae)    |
|  |                            |

|  | Antílopes caballo (Hippotraginae) |
|  |                                   |
|  | Reduncinos (Reduncinae)           |
|  |                                   |

|  | Duíquers (Cephalophinae)                                                               |
|  |                                                                                        |
|  | \| \| Alcefálidos (Alcelaphinae) \| \| \| \| \| \| Impalas (Aepycerotinae) \| \| \| \| |
|  |                                                                                        |
|  | Alcefálidos (Alcelaphinae)                                                             |
|  |                                                                                        |
|  | Impalas (Aepycerotinae)                                                                |
|  |                                                                                        |

|  | Alcefálidos (Alcelaphinae) |
|  |                            |
|  | Impalas (Aepycerotinae)    |
|  |                            |

|  | Antílopes caballo (Hippotraginae) |
|  |                                   |
|  | Reduncinos (Reduncinae)           |
|  |                                   |

|  | Búfalos,especies del género Bos,Bisontes y antílopes. (Bovinae) |
|  |                                                                 |

|  | Duíquers (Cephalophinae)                                                               |
|  |                                                                                        |
|  | \| \| Alcefálidos (Alcelaphinae) \| \| \| \| \| \| Impalas (Aepycerotinae) \| \| \| \| |
|  |                                                                                        |
|  | Alcefálidos (Alcelaphinae)                                                             |
|  |                                                                                        |
|  | Impalas (Aepycerotinae)                                                                |
|  |                                                                                        |

|  | Alcefálidos (Alcelaphinae) |
|  |                            |
|  | Impalas (Aepycerotinae)    |
|  |                            |

|  | Antílopes caballo (Hippotraginae) |
|  |                                   |
|  | Reduncinos (Reduncinae)           |
|  |                                   |

|  | Duíquers (Cephalophinae)                                                               |
|  |                                                                                        |
|  | \| \| Alcefálidos (Alcelaphinae) \| \| \| \| \| \| Impalas (Aepycerotinae) \| \| \| \| |
|  |                                                                                        |
|  | Alcefálidos (Alcelaphinae)                                                             |
|  |                                                                                        |
|  | Impalas (Aepycerotinae)                                                                |
|  |                                                                                        |

|  | Alcefálidos (Alcelaphinae) |
|  |                            |
|  | Impalas (Aepycerotinae)    |
|  |                            |

|  | Antílopes caballo (Hippotraginae) |
|  |                                   |
|  | Reduncinos (Reduncinae)           |
|  |                                   |

|  | Búfalos,especies del género Bos,Bisontes y antílopes. (Bovinae) |
|  |                                                                 |

|  | Duíquers (Cephalophinae)                                                               |
|  |                                                                                        |
|  | \| \| Alcefálidos (Alcelaphinae) \| \| \| \| \| \| Impalas (Aepycerotinae) \| \| \| \| |
|  |                                                                                        |
|  | Alcefálidos (Alcelaphinae)                                                             |
|  |                                                                                        |
|  | Impalas (Aepycerotinae)                                                                |
|  |                                                                                        |

|  | Alcefálidos (Alcelaphinae) |
|  |                            |
|  | Impalas (Aepycerotinae)    |
|  |                            |

|  | Antílopes caballo (Hippotraginae) |
|  |                                   |
|  | Reduncinos (Reduncinae)           |
|  |                                   |

|  | Duíquers (Cephalophinae)                                                               |
|  |                                                                                        |
|  | \| \| Alcefálidos (Alcelaphinae) \| \| \| \| \| \| Impalas (Aepycerotinae) \| \| \| \| |
|  |                                                                                        |
|  | Alcefálidos (Alcelaphinae)                                                             |
|  |                                                                                        |
|  | Impalas (Aepycerotinae)                                                                |
|  |                                                                                        |

|  | Alcefálidos (Alcelaphinae) |
|  |                            |
|  | Impalas (Aepycerotinae)    |
|  |                            |

|  | Antílopes caballo (Hippotraginae) |
|  |                                   |
|  | Reduncinos (Reduncinae)           |
|  |                                   |

|  | Búfalos,especies del género Bos,Bisontes y antílopes. (Bovinae) |
|  |                                                                 |

|  | Duíquers (Cephalophinae)                                                               |
|  |                                                                                        |
|  | \| \| Alcefálidos (Alcelaphinae) \| \| \| \| \| \| Impalas (Aepycerotinae) \| \| \| \| |
|  |                                                                                        |
|  | Alcefálidos (Alcelaphinae)                                                             |
|  |                                                                                        |
|  | Impalas (Aepycerotinae)                                                                |
|  |                                                                                        |

|  | Alcefálidos (Alcelaphinae) |
|  |                            |
|  | Impalas (Aepycerotinae)    |
|  |                            |

|  | Antílopes caballo (Hippotraginae) |
|  |                                   |
|  | Reduncinos (Reduncinae)           |
|  |                                   |

|  | Duíquers (Cephalophinae)                                                               |
|  |                                                                                        |
|  | \| \| Alcefálidos (Alcelaphinae) \| \| \| \| \| \| Impalas (Aepycerotinae) \| \| \| \| |
|  |                                                                                        |
|  | Alcefálidos (Alcelaphinae)                                                             |
|  |                                                                                        |
|  | Impalas (Aepycerotinae)                                                                |
|  |                                                                                        |

|  | Alcefálidos (Alcelaphinae) |
|  |                            |
|  | Impalas (Aepycerotinae)    |
|  |                            |

|  | Antílopes caballo (Hippotraginae) |
|  |                                   |
|  | Reduncinos (Reduncinae)           |
|  |                                   |

|  | Búfalos,especies del género Bos,Bisontes y antílopes. (Bovinae) |
|  |                                                                 |

|  | Gacelas y antílopes enanos (Antilopinae) |
|  |                                          |

|  | Duíquers (Cephalophinae)                                                               |
|  |                                                                                        |
|  | \| \| Alcefálidos (Alcelaphinae) \| \| \| \| \| \| Impalas (Aepycerotinae) \| \| \| \| |
|  |                                                                                        |
|  | Alcefálidos (Alcelaphinae)                                                             |
|  |                                                                                        |
|  | Impalas (Aepycerotinae)                                                                |
|  |                                                                                        |

|  | Alcefálidos (Alcelaphinae) |
|  |                            |
|  | Impalas (Aepycerotinae)    |
|  |                            |

|  | Antílopes caballo (Hippotraginae) |
|  |                                   |
|  | Reduncinos (Reduncinae)           |
|  |                                   |

|  | Duíquers (Cephalophinae)                                                               |
|  |                                                                                        |
|  | \| \| Alcefálidos (Alcelaphinae) \| \| \| \| \| \| Impalas (Aepycerotinae) \| \| \| \| |
|  |                                                                                        |
|  | Alcefálidos (Alcelaphinae)                                                             |
|  |                                                                                        |
|  | Impalas (Aepycerotinae)                                                                |
|  |                                                                                        |

|  | Alcefálidos (Alcelaphinae) |
|  |                            |
|  | Impalas (Aepycerotinae)    |
|  |                            |

|  | Antílopes caballo (Hippotraginae) |
|  |                                   |
|  | Reduncinos (Reduncinae)           |
|  |                                   |

|  | Búfalos,especies del género Bos,Bisontes y antílopes. (Bovinae) |
|  |                                                                 |

|  | Duíquers (Cephalophinae)                                                               |
|  |                                                                                        |
|  | \| \| Alcefálidos (Alcelaphinae) \| \| \| \| \| \| Impalas (Aepycerotinae) \| \| \| \| |
|  |                                                                                        |
|  | Alcefálidos (Alcelaphinae)                                                             |
|  |                                                                                        |
|  | Impalas (Aepycerotinae)                                                                |
|  |                                                                                        |

|  | Alcefálidos (Alcelaphinae) |
|  |                            |
|  | Impalas (Aepycerotinae)    |
|  |                            |

|  | Antílopes caballo (Hippotraginae) |
|  |                                   |
|  | Reduncinos (Reduncinae)           |
|  |                                   |

|  | Duíquers (Cephalophinae)                                                               |
|  |                                                                                        |
|  | \| \| Alcefálidos (Alcelaphinae) \| \| \| \| \| \| Impalas (Aepycerotinae) \| \| \| \| |
|  |                                                                                        |
|  | Alcefálidos (Alcelaphinae)                                                             |
|  |                                                                                        |
|  | Impalas (Aepycerotinae)                                                                |
|  |                                                                                        |

|  | Alcefálidos (Alcelaphinae) |
|  |                            |
|  | Impalas (Aepycerotinae)    |
|  |                            |

|  | Antílopes caballo (Hippotraginae) |
|  |                                   |
|  | Reduncinos (Reduncinae)           |
|  |                                   |

|  | Búfalos,especies del género Bos,Bisontes y antílopes. (Bovinae) |
|  |                                                                 |

|  | Duíquers (Cephalophinae)                                                               |
|  |                                                                                        |
|  | \| \| Alcefálidos (Alcelaphinae) \| \| \| \| \| \| Impalas (Aepycerotinae) \| \| \| \| |
|  |                                                                                        |
|  | Alcefálidos (Alcelaphinae)                                                             |
|  |                                                                                        |
|  | Impalas (Aepycerotinae)                                                                |
|  |                                                                                        |

|  | Alcefálidos (Alcelaphinae) |
|  |                            |
|  | Impalas (Aepycerotinae)    |
|  |                            |

|  | Antílopes caballo (Hippotraginae) |
|  |                                   |
|  | Reduncinos (Reduncinae)           |
|  |                                   |

|  | Duíquers (Cephalophinae)                                                               |
|  |                                                                                        |
|  | \| \| Alcefálidos (Alcelaphinae) \| \| \| \| \| \| Impalas (Aepycerotinae) \| \| \| \| |
|  |                                                                                        |
|  | Alcefálidos (Alcelaphinae)                                                             |
|  |                                                                                        |
|  | Impalas (Aepycerotinae)                                                                |
|  |                                                                                        |

|  | Alcefálidos (Alcelaphinae) |
|  |                            |
|  | Impalas (Aepycerotinae)    |
|  |                            |

|  | Antílopes caballo (Hippotraginae) |
|  |                                   |
|  | Reduncinos (Reduncinae)           |
|  |                                   |

|  | Búfalos,especies del género Bos,Bisontes y antílopes. (Bovinae) |
|  |                                                                 |

|  | Duíquers (Cephalophinae)                                                               |
|  |                                                                                        |
|  | \| \| Alcefálidos (Alcelaphinae) \| \| \| \| \| \| Impalas (Aepycerotinae) \| \| \| \| |
|  |                                                                                        |
|  | Alcefálidos (Alcelaphinae)                                                             |
|  |                                                                                        |
|  | Impalas (Aepycerotinae)                                                                |
|  |                                                                                        |

|  | Alcefálidos (Alcelaphinae) |
|  |                            |
|  | Impalas (Aepycerotinae)    |
|  |                            |

|  | Antílopes caballo (Hippotraginae) |
|  |                                   |
|  | Reduncinos (Reduncinae)           |
|  |                                   |

|  | Duíquers (Cephalophinae)                                                               |
|  |                                                                                        |
|  | \| \| Alcefálidos (Alcelaphinae) \| \| \| \| \| \| Impalas (Aepycerotinae) \| \| \| \| |
|  |                                                                                        |
|  | Alcefálidos (Alcelaphinae)                                                             |
|  |                                                                                        |
|  | Impalas (Aepycerotinae)                                                                |
|  |                                                                                        |

|  | Alcefálidos (Alcelaphinae) |
|  |                            |
|  | Impalas (Aepycerotinae)    |
|  |                            |

|  | Antílopes caballo (Hippotraginae) |
|  |                                   |
|  | Reduncinos (Reduncinae)           |
|  |                                   |

|  | Búfalos,especies del género Bos,Bisontes y antílopes. (Bovinae) |
|  |                                                                 |

## Evolución

### Mioceno temprano y anterior

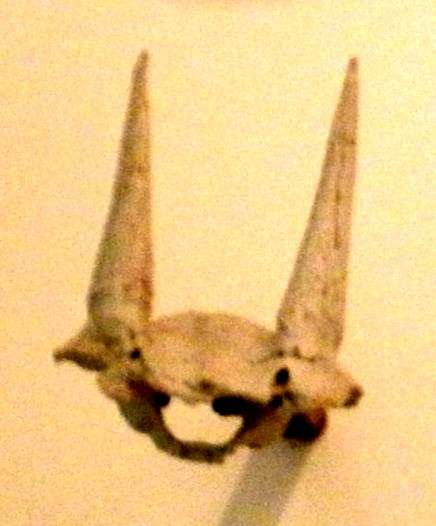
Cráneo de Eotragus sansaniensis, una especie del antiguo género de bóvidos Eotragus

A principios del Mioceno, los bóvidos comenzaron a divergir de los cérvidos (ciervos) y de los jiráfidos. Los primeros bóvidos, cuya presencia en África y Eurasia en la última parte del Mioceno temprano (hace 20 millones de años) se ha comprobado, eran animales pequeños, algo similares a las gacelas modernas, y probablemente vivían en ambientes boscosos. Eotragus, el primer bóvido conocido, pesaba 18 kg (39,7 lb) y tenía casi el mismo tamaño que la gacela de Thomson. Al principio de su historia evolutiva, los bóvidos se dividieron en dos clados principales: Boodontia (de origen euroasiático) y Aegodontia (de origen africano). Esta temprana divergencia genética entre Boodontia y Aegodontia se ha atribuido a la división continental entre estas masas de tierra. Cuando estos continentes se volvieron a unir, esta barrera desapareció, y cualquiera de los dos grupos se expandió en el territorio del otro. Las tribus Bovini y Tragelaphini divergieron en el Mioceno temprano. Se sabe que los bóvidos llegaron a América en el Pleistoceno cruzando el puente de tierra de Bering.
Los géneros actuales de Alcelaphinae aparecieron en el Plioceno. Se cree que el género extinto de Alcelaphinae Paramularius, que tenía el mismo tamaño que el hartazgo, surgió en el Plioceno, pero se extinguió a mediados del Pleistoceno. Se conocen varios géneros de Hippotraginae desde el Plioceno y el Pleistoceno. Esta subfamilia parece haber divergido de los Alcelaphinae en la última parte del Mioceno temprano. Se cree que los Bovinae han divergido del resto de los Bovidae a principios del Mioceno. Los Boselaphini se extinguieron en África a principios del Plioceno; sus últimos fósiles fueron excavados en Langebaanweg (Sudáfrica) y Lothagam (Kenia).

### Mioceno medio
El Mioceno medio marcó la expansión de los bóvidos hacia China y el subcontinente indio. Según Vrba, la radiación de la subfamilia Alcelaphinae comenzó en la última parte del Mioceno medio. Las tribus Caprinae probablemente divergieron a principios del Mioceno medio. Los Caprini surgieron en el Mioceno medio, y parecen haber sido sustituidos por otros bóvidos y cérvidos en Eurasia. Los primeros fósiles de los antilopinos son del Mioceno medio, aunque los estudios muestran la existencia de la subfamilia desde el Mioceno temprano. La Especiación se produjo en la tribu Antilopini durante el Mioceno medio o superior, principalmente en Eurasia. La tribu Neotragini parece haber aparecido en África a finales del Mioceno, y se había generalizado en el Plioceno.

### Mioceno tardío
Hacia el Mioceno tardío, alrededor de 10 Millones de años, los bóvidos se diversificaron rápidamente, dando lugar a la creación de 70 nuevos géneros. Esta radiación del Mioceno tardío se debió en parte a que muchos bóvidos se adaptaron a hábitats más abiertos, de pradera. Los Aepycerotinae aparecieron por primera vez a finales del Mioceno, y no se ha observado ninguna diferencia significativa en el tamaño del impala primitivo y el moderno. Los fósiles de ovibovinos, una tribu de Caprinae, en África se remontan al Mioceno tardío. Los primeros fósiles de Hippotragine se remontan al Mioceno tardío, y fueron excavados en yacimientos como Lothagam y el valle de Awash. Los primeros fósiles africanos de Reduncinae se remontan a 6-7 Millones de años. Reduncinae y Peleinae probablemente divergieron a mediados del Mioceno.

## Características

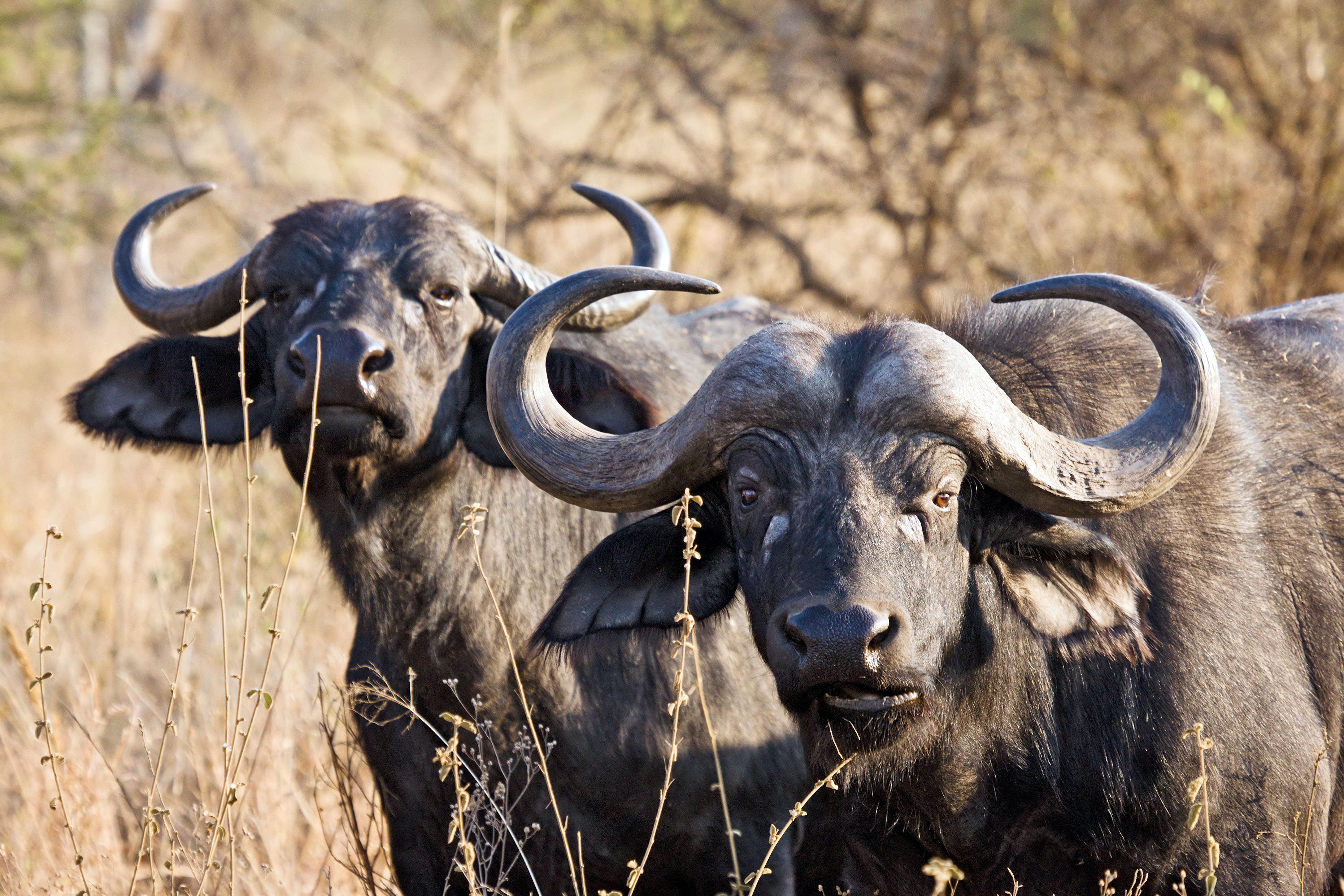
Los bóvidos tienen cuernos no ramificados.

Todos los bóvidos tienen una forma básica similar: un hocico con un extremo romo, uno o más pares de cuernos (generalmente presentes en los machos) inmediatamente después de las orejas ovaladas o puntiagudas, un cuello y unas extremidades distintas, y una cola que varía en longitud y arbustos entre las especies. La mayoría de los bóvidos presentan dimorfismo sexual, siendo los machos generalmente más grandes así como más pesados que las hembras. El dimorfismo sexual es más prominente en los bóvidos de tamaño medio y grande. Todos los bóvidos tienen cuatro dedos en cada pata: caminan sobre los dos centrales (las pezuñas), mientras que los dos exteriores (los espolones) son mucho más pequeños y rara vez tocan el suelo.
Los bóvidos muestran una gran variación de tamaño: el gaur puede pesar más de 1500 kg (3306,9 lb), y medir 2,2 m (86,6 plg) de altura en el hombro. El antílope enano, por el contrario, sólo mide 25 cm y pesa como máximo 3 kg. El klipspringer, otro pequeño antílope, mide entre 45 y 60 cm en el hombro y pesa sólo 10 a 20 kg .
Las diferencias se dan en la coloración del pelaje, que va desde un blanco pálido (como en el oryx árabe) hasta el negro (como en el ñu negro). Sin embargo, sólo las tonalidades intermedias, como el marrón y el marrón rojizo (como en el redunca, se observan habitualmente. En varias especies, las hembras y los jóvenes muestran un pelaje de color claro, mientras que el de los machos se oscurece con la edad. Como en el ñu, el pelaje puede estar marcado con rayas prominentes o tenues. En algunas especies como el addax, el color del pelaje puede variar según la estación del año. Glándulas odoríferas y glándulas sebáceas suelen estar presentes.

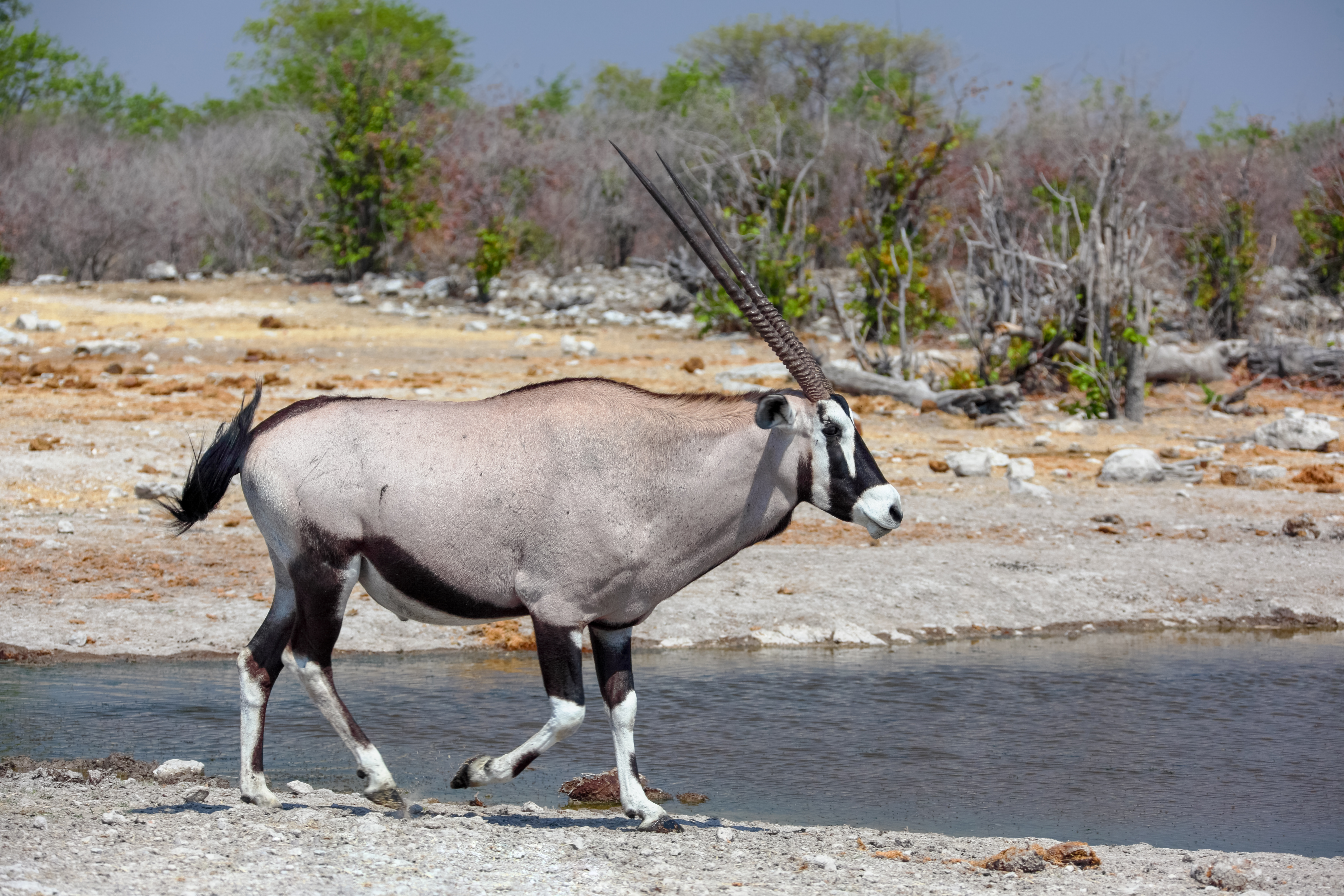
El gemsbok tiene marcas llamativas en la cara, que ocultan el ojo, y en las patas. Estas pueden tener un papel en la comunicación.

Algunas especies, como la gemsbok, el antílope sable y la gacela de Grant, están camufladas con marcas faciales fuertemente disruptiva que ocultan el ojo altamente reconocible. Muchas especies, como las gacelas, pueden parecer planas, y por lo tanto mezclarse con el fondo, mediante contra-sombra. Los contornos de muchos bóvidos se rompen con una coloración llamativa que ayuda a retrasar el reconocimiento por parte de los depredadores. Sin embargo, todos los Hippotraginae (incluida la gemsbok) tienen el cuerpo y la cara pálidos con marcas llamativas. El zoólogo Tim Caro describe esto como algo difícil de explicar, pero dado que las especies son diurnas, sugiere que las marcas pueden funcionar en la comunicación. La coloración muy contrastada de las patas sólo es común en los bóvidos, donde, por ejemplo, el Bos, el Ovis, el bontebok y el gemsbok tienen las medias blancas. De nuevo, la función más probable es la comunicación.
Salvo algunas formas domesticadas, todos los bóvidos machos tienen cuernos y, en muchas especies, las hembras también los poseen. El tamaño y la forma de los cuernos varían mucho, pero la estructura básica es un par de protuberancias óseas simples sin ramificaciones, a menudo con forma de espiral, retorcida o estriada, cada una de ellas cubierta por una vaina permanente de queratina. Aunque los cuernos se presentan en un solo par en casi todas las especies de bóvidos, hay excepciones como el antílope de cuatro cuernos y la oveja Jacob. La estructura única de los cuernos es la única característica morfológica inequívoca de los bóvidos que los distingue de otros pecoreos. Existe una alta correlación entre la morfología de los cuernos y el comportamiento de lucha del individuo. Por ejemplo, los cuernos largos están destinados a la lucha y la esgrima, mientras que los cuernos curvos se utilizan en las embestidas. Los machos con cuernos dirigidos hacia dentro son monógamos y solitarios, mientras que los que tienen los cuernos dirigidos hacia fuera tienden a ser poligínicos. Estos resultados fueron independientes del tamaño del cuerpo.
El desarrollo de los cuernos de los machos se ha relacionado con la selección sexual, Los cuernos son pequeñas púas en los duiqueros monógamos y otros antílopes pequeños, mientras que en los polígamos son grandes y están elaborados (por ejemplo, en una estructura en espiral, como en el eland gigante). Así, en cierta medida, los cuernos representan el grado de competencia entre los machos de una especie. Sin embargo, la presencia de cuernos en las hembras se debe probablemente a la selección natural. Los cuernos de las hembras suelen ser más pequeños que los de los machos, y a veces tienen una forma diferente. Se cree que los cuernos de las hembras de los bóvidos han evolucionado para defenderse de los depredadores o para expresar territorialidad, ya que las hembras no territoriales, que son capaces de utilizar la cripsis para defenderse de los depredadores, no suelen tener cuernos. Las hembras poseen cuernos sólo en la mitad de los géneros de bóvidos, y las hembras de estos géneros son más pesadas que las del resto. Las hembras utilizan los cuernos principalmente para apuñalar.

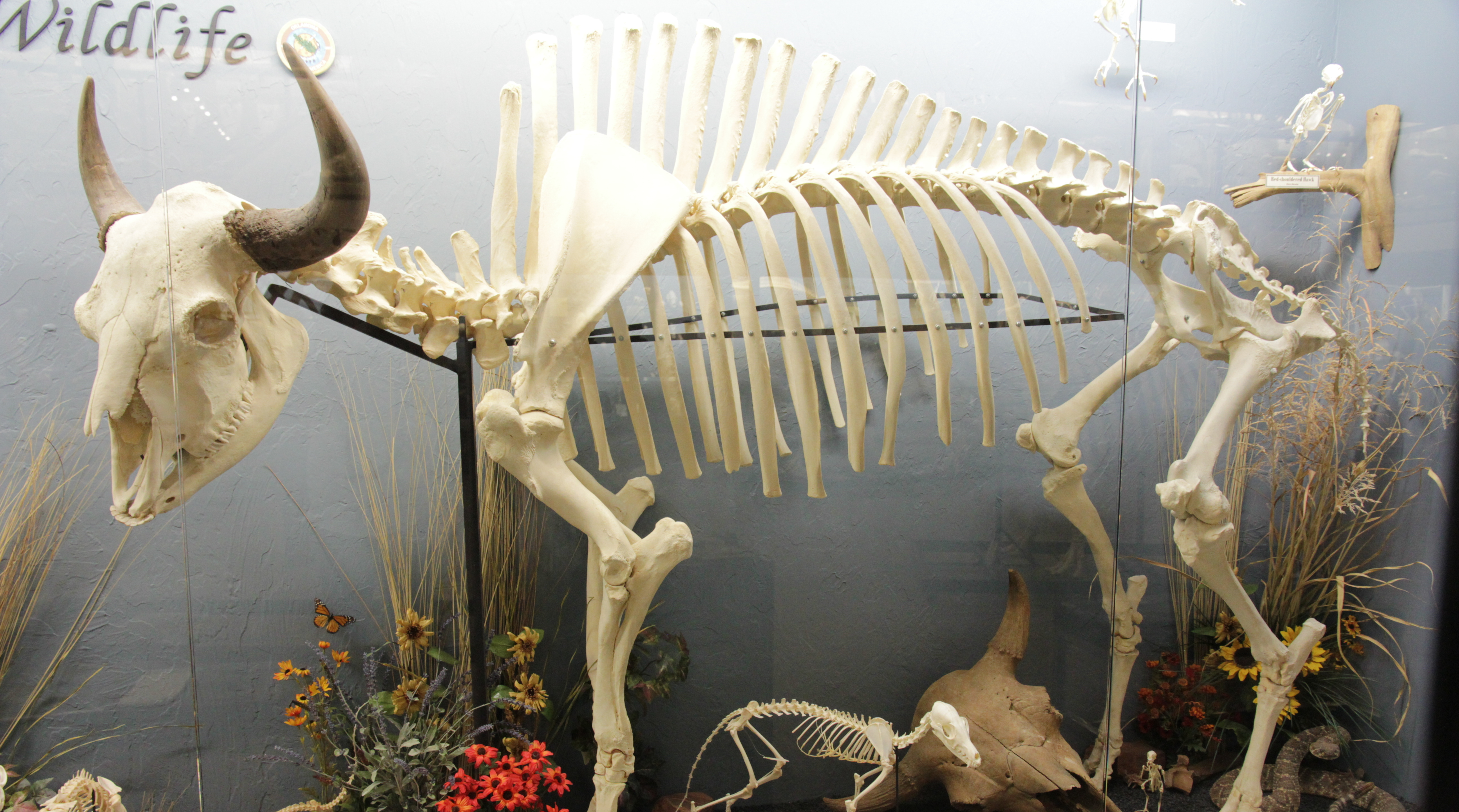
Esqueleto de bisonte americano (Museo de Osteología).

### Anatomía

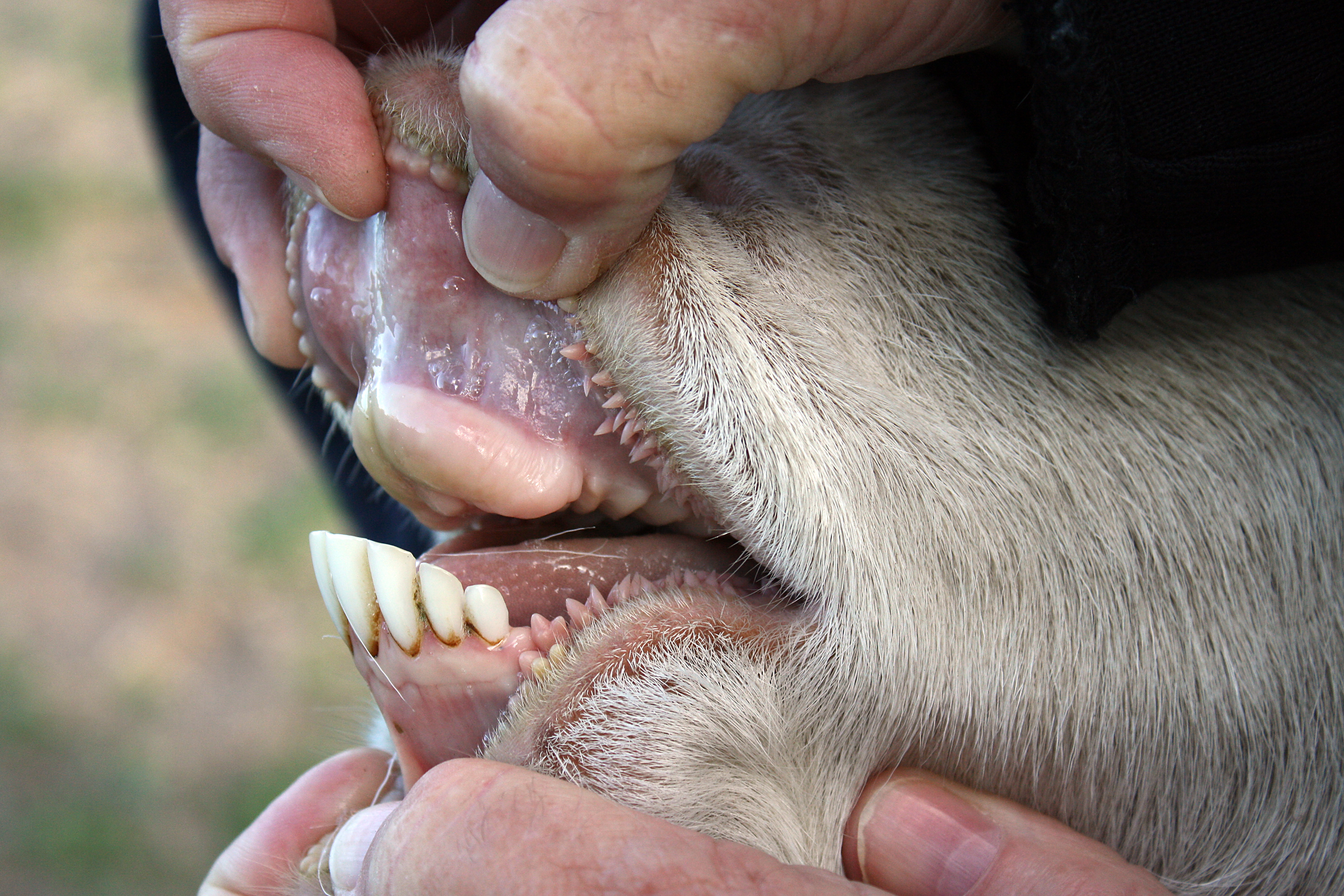
Almohadilla dental de un bóvido doméstico: Nótese la ausencia de incisivos y caninos superiores y la proyección hacia fuera de los dientes inferiores.

En los bóvidos, el tercer y cuarto metapodial se combinan en el metatarso largo. El cúbito y el peroné están reducidos y fusionados con el radio y la tibia, respectivamente. Las escápulas largas están presentes, mientras que las clavículas están ausentes. En los rumiantes, el estómago está compuesto por cuatro cámaras: el rumen (80%), el omaso, el retículo y el abomaso. Los ciliados y las bacterias del rumen fermentan la compleja celulosa en ácidos grasos más simples, que luego son absorbidos a través de la pared del rumen. Los bóvidos tienen un intestino delgado largo; la longitud del intestino delgado en el ganado es de 29-49 m (95,1-160,8 pies). La temperatura corporal fluctúa a lo largo del día; por ejemplo, en las cabras la temperatura puede cambiar ligeramente de casi 37 grados Celsius (98,6 °F) a primera hora de la mañana a 40 grados Celsius (104 °F) por la tarde. La temperatura se regula mediante el sudor en el ganado vacuno, mientras que las cabras utilizan el jadeo para lo mismo. El pulmón derecho, que consta de cuatro a cinco lóbulos, es alrededor de 1,5 veces mayor que el izquierdo, que tiene tres lóbulos.